# Lanspora coronata
Lanspora coronata är en svampart som beskrevs av K.D. Hyde & E.B.G. Jones 1986. Lanspora coronata ingår i släktet Lanspora och familjen Halosphaeriaceae.   Inga underarter finns listade i Catalogue of Life.